# Premio James E. Sullivan
Il premio James E. Sullivan, conosciuto anche come "Oscar dello sport", è un riconoscimento conferito nell'aprile di ogni anno dall'Amateur Athletic Union al migliore sportivo dilettante statunitense. Il premio, istituito nel 1930, è dedicato alla memoria di James E. Sullivan, fondatore e primo presidente della AAU.

## Albo d'oro
- 1930 — Bobby Jones, golfista
- 1931 — Bernard Berlinger, decatleta
- 1932 — James Bausch, decatleta
- 1933 — Glenn Cunningham, mezzofondista
- 1934 — Bill Bonthron, mezzofondista
- 1935 — Lawson Little, golfista
- 1936 — Glenn Morris, decatleta
- 1937 — Don Budge, tennista
- 1938 — Donald R. Lash, mezzofondista
- 1939 — Joe Burk, canottiere
- 1940 — J. Gregory Rice, atleta
- 1941 — T. Leslie MacMitchell, atleta
- 1942 — Cornelius Warmerdam, saltatore con l'asta
- 1943 — Gilbert R. Dodds, mezzofondista
- 1944 — Ann Curtis, nuotatrice
- 1945 — Felix Blanchard, giocatore di football americano
- 1946 — Y. Arnold Tucker, giocatore di football americano
- 1947 — Jack Kelly, canottiere
- 1948 — Bob Mathias, decatleta
- 1949 — Dick Button, pattinatore
- 1950 — Fred Wilt, maratoneta
- 1951 — Bob Richards, saltatore con l'asta e decatleta
- 1952 — Horace Ashenfelter, maratoneta
- 1953 — Sammy Lee, tuffatore
- 1954 — Mal Whitfield, mezzofondista
- 1955 — Harrison Dillard, atleta, corsa veloce
- 1956 — Pat McCormick, tuffatore
- 1957 — Bobby Joe Morrow, atleta, corsa veloce
- 1958 — Glenn Ashby Davis, atleta, corsa veloce
- 1959 — Parry O'Brien, lanciatore di peso e disco
- 1960 — Rafer Johnson, decatleta
- 1961 — Wilma Rudolph, atleta, corsa veloce
- 1962 — Jim Beatty, atleta
- 1963 — John Pennel, saltatore con l'asta
- 1964 — Don Schollander, nuotatore
- 1965 — Bill Bradley, cestista
- 1966 — Jim Ryun, mezzofondista
- 1967 — Randy Matson, lanciatore di peso e disco
- 1968 — Debbie Meyer, nuotatrice
- 1969 — Bill Toomey, decatleta
- 1970 — John Kinsella, nuotatore
- 1971 — Mark Spitz, nuotatore
- 1972 — Frank Shorter, maratoneta
- 1973 — Bill Walton, cestista
- 1974 — Rick Wohlhuter, mezzofondista
- 1975 — Tim Shaw, pallanuotista
- 1976 — Bruce Jenner, decatleta
- 1977 — John Naber, nuotatore
- 1978 — Tracy Caulkins, nuotatrice
- 1979 — Kurt Thomas, ginnasta
- 1980 — Eric Heiden, pattinatore
- 1981 — Carl Lewis, atleta
- 1982 — Mary Decker, mezzofondista
- 1983 — Edwin Moses, ostacolista
- 1984 — Greg Louganis, tuffatore
- 1985 — Joan Benoit, maratoneta
- 1986 — Jackie Joyner-Kersee, eptatleta
- 1987 — Jim Abbott, giocatore di baseball
- 1988 — Florence Griffith-Joyner, atleta, corsa veloce
- 1989 — Janet Evans, nuotatrice
- 1990 — John Smith, wrestler
- 1991 — Mike Powell, saltatore in lungo
- 1992 — Bonnie Blair, pattinatrice
- 1993 — Charlie Ward, cestista e giocatore di football americano
- 1994 — Dan Jansen, pattinatore
- 1995 — Bruce Baumgartner, wrestler
- 1996 — Michael Johnson, atleta, corsa veloce
- 1997 — Peyton Manning, giocatore di football americano
- 1998 — Chamique Holdsclaw, cestista
- 1999 — Coco Miller e Kelly Miller, cestiste
- 2000 — Rulon Gardner, wrestler
- 2001 — Michelle Kwan, pattinatrice
- 2002 — Sarah Hughes, pattinatrice
- 2003 — Michael Phelps, nuotatore
- 2004 — Paul Hamm, ginnasta
- 2005 — J.J. Redick, cestista
- 2006 — Jessica Long, nuotatrice
- 2007 — Tim Tebow, giocatore di football americano
- 2008 — Shawn Johnson, ginnasta
- 2009 — Amy Palmiero-Winters, ultra-maratoneta
- 2010 — Evan Lysacek, pattinatore
- 2011 — Andrew Rodriguez, giocatore di football americano
- 2012 — Missy Franklin, nuotatrice
- 2013 — John Urschel, giocatore di football americano
- 2014 — Ezekiel Elliott, giocatore di football americano
- 2015 — Keenan Reynolds, giocatore di football americano e Breanna Stewart, cestista
- 2016 — Lauren Carlini, pallavolista
- 2017 — Kyle Snyder, wrestler
- 2018 — Kathryn Plummer, pallavolista
- 2019 — Sabrina Ionescu, cestista e Spencer Lee, wrestler
- 2020 — Non presentato (COVID-19)
- 2021 — Simone Biles, ginnasta e Caeleb Dressel, nuotatore
- 2022 — Carissa Moore, surfista
- 2023 — Caitlin Clark, cestista